# Vicko Antić
Vicko Antić (1912. – 1999.), general-pukovnik JNA, španjolski borac, sudionik Narodnooslobodilačke borbe, društveno-politički radnik SFRJ i narodni heroj Jugoslavije.
Prije rata bio je bravarski radnik. Članom KPJ postao je 1937. i iste godine otišao u španjolski građanski rat, gdje je dobio čin narednika.
U NOB-u je od 1941. godine. U tijeku rata imao je nekoliko zapovjednih funkcija. Bio je zapovjednik Psunjskog NOPO-a, 12. slavonske (proleterske) brigade, 28. i 13. divizije i 1. divizije KNOJ-a.
Poslije rata bio je načelnik Komande tenkovskih i motoriziranih jedinica JNA, načelnik štaba armije, zamjenik zapovjednika za pozadinu Jugoslavenskog ratnog zrakoplovstva i protuzračne obrane i potpredsjednik SUBNOR-a Jugoslavije.
Završio je Vojnu akademiju Mihaila Vasiljeviča Frunzea u SSSR-u i školu operatike Više vojne akademije JNA.